# Strindheim Fotball
Lo Strindheim Fotball è una società calcistica norvegese con sede nella città di Trondheim. Milita nella 3. divisjon, quarta divisione del campionato norvegese.

## Storia
Lo Strindheim militò, nella sua storia, anche nella massima divisione norvegese (le ultime due volte nel campionato 1984 e nel campionato 1995). Dopo la retrocessione del 2011, il club scivolò nella 3. divisjon. Riconquistò la promozione un anno più tardi.

## Allenatori
- 1976-1977  Kåre Rønnes
- 1988  Tore Lindseth e  Torgeir Vatten[1]
- 1989  Torgeir Vatten[1]
- 1995  Per Joar Hansen[2]
- 2014  Kai Bardal[3][4]
- 2014-2020  John Pelu[5]

## Palmarès

### Competizioni nazionali
- 3. divisjon: 1

2023 (girone 5)

### Altri piazzamenti
- 2. divisjon:

Secondo posto: 2001 (gruppo 3), 2003 (gruppo 4)
Terzo posto: 2004 (gruppo 4)

## Organico

### Rosa 2013
Rosa aggiornata al 18 aprile 2013.
| N. |                     | Ruolo | Calciatore             |
| -- | ------------------- | ----- | ---------------------- |
| 1  | Norvegia (bandiera) | P     | Ole Lilleås Næss       |
| 3  | Norvegia (bandiera) | D     | Emil Røkke             |
| 4  | Norvegia (bandiera) | D     | Kristian Sørli         |
| 5  | Norvegia (bandiera) | D     | Kofi Ramirez Osei-Tutu |
| 6  | Norvegia (bandiera) | C     | Anders Malmo           |
| 7  | Norvegia (bandiera) | A     | Torgil Gjertsen        |
| 8  | Norvegia (bandiera) | C     | Preben Hammersland     |
| 9  | Svezia (bandiera)   | A     | John Pelu              |
| 10 | Norvegia (bandiera) | A     | Snorre Kjørsvik        |
| 11 | Norvegia (bandiera) | A     | Jeffter Osafo          |
| 12 | Norvegia (bandiera) | P     | Marius Rosmæl          |
| 14 | Norvegia (bandiera) | C     | Mats Ingebrigtsen      |
| 15 | Norvegia (bandiera) | D     | Vidar Henriksen        |

| N. |                     | Ruolo | Calciatore          |
| -- | ------------------- | ----- | ------------------- |
| 16 | Norvegia (bandiera) | D     | Eirik Nerland       |
| 17 | Norvegia (bandiera) | D     | Vebjørn Høyland     |
| 18 | Norvegia (bandiera) | C     | Lasse Harlund       |
| 19 | Norvegia (bandiera) | C     | Øyvind Haugen       |
| 20 | Norvegia (bandiera) | A     | Christoffer Folland |
| 21 | Norvegia (bandiera) | C     | Nicklas Midtsand    |
| 22 | Norvegia (bandiera) | C     | Sondre Stokke       |
| 23 | Norvegia (bandiera) | D     | Kristian Vatn       |
| 24 | Norvegia (bandiera) | C     | Mathias Hegna       |
| 25 | Norvegia (bandiera) | C     | Sindre Kjos-Wenjum  |
| 27 | Norvegia (bandiera) | C     | Christopher Moen    |
| 30 | Norvegia (bandiera) | P     | Brage Haug          |